# Comté de Dodge (Nebraska)
Pour les articles homonymes, voir Comté de Dodge.
Le comté de Dodge est un comté de l'État du Nebraska, aux États-Unis. Son siège est la ville de Fremont.